# Microsoft Popfly
Microsoft Popfly (internament anomenat Springfield) era un lloc web que permetia a l'usuari crear pàgines web, snippets, i mashup utilitzant runtimes per a aplicacions riques d'internet basades en Microsoft Silverlight.

## Eines
Popfly inclou tres eines basades a la tecnologia Silverlight, les quals es descriuen a continuació.

### Mashup Creator
El Mashup Creator o Creador de Mashup és una eina que facilita a l'usuari "assemblar" blocs pre-construïts amb la finalitat d'incorporar diferents serveis web i eines de visualització. Per exemple, un usuari pot mostrar junts un mapa i fotos amb la idea d'obtenir un mapa etiquetat d'imatges sobre un tema de la seva mateixa elecció. També hi ha disponible una vista avançada per a blocs, que permet als usuaris modificar el codi del mateix en JavaScript, d'aquesta manera es dona als usuaris la flexibilitat a l'hora de dissenyar els programes. Es pot afegir Codi HTML addicional als mashups. Una característica similar a IntelliSense, on la funció d'autocompletar el codi HTML també està disponible.

### Web Creator
És una eina per a la creació de pàgines web. El disseny de la interfície d'usuari és semblant al de la cinta d'opcions del Microsoft Office 2007. Les pàgines web són creades sense necessitat d'escriure codi HTML, i poden ser personalitzades mitjançant la selecció de temes predefinits, estils i esquemes de color. Els usuaris poden incrustar els seus mashups compartits a la pàgina web. Les pàgines completades també seran guardades en el espai Popfly de cada usuari.

### Popfly Game Creator
El Popfly Game creator o creador de Jocs de Popfly és una eina enfocada en la creació de jocs, tot i que encara està en fase alfa. Amb ella es poden fer jocs semblants als antics videojocs de arcade evitant la necessitat d'escriure codi. El Game creator posseeix elements com plantilles pre construïdes, imatges, fons, animacions i sons disponibles per a la creació dels jocs. Si l'usuari desitja programar, també pot fer-ho. El tractament que es dona als jocs creats amb Popfly Game Creator és igual al dels Mashups, es poden usar en un blog personal, descarregar-se per afegir-los al Windows Sidebar o compartir-los amb els altres.

## Popfly Space
Els mashups acabats i les pàgines web són emmagatzemades en el Popfly Space (Espai Popfly) amb capacitat per 25 MB per usuari. És aquí on ells reben una pàgina personalitzada del seu perfil i altres característiques de la xarxa social. Els projectes públics poden ser compartits, puntuats per altres usuaris. Popfly permet als usuaris descarregar mashups per ser usats com gadgets per la Windows Sidebar o incorporar-les en Windows Live Spaces, amb algun que un altre suport per a altres proveïdors de servei de blog.
Un altre aspecte de Popfly Space és el plugin d'explorador Popfly per a Visual Studio Express. Els usuaris poden utilitzar Visual Studio Express (només Visual Basic Express i Visual C# Express estan disponibles) per descarregar els mashups i modificar el codi, així com efectuar accions com pujar, compartir, ripejar i puntuar els mashups.